# Шевчук, Василий Яковлевич
Василий Яковлевич Шевчук (род. 19 января 1954, Андриевичи, Емильчинский район, Житомирская область, УССР) — министр охраны окружающей природной среды и ядерной безопасности Украины в 1998—2000 годах. Министр экологии и природных ресурсов Украины в 2002-03. Украинец.
Доктор экономических наук (1992), профессор (1997); заместитель директора — заведующий отделом комплексных проблем государства Института законодательства ВР Украины; член Национального совета по устойчивому развитию при Президенте Украины (с 05.2003), член Межведомственной комиссии по научно-технологической безопасности при Совете национальной безопасности и обороны Украины; председатель Президиума НПО Украинского общества охраны природы. Иностранный член РААСН.

## Биография
Образование: Киевский институт народного хозяйства, учётно-экономический факультет (1971—1975), экономист; аспирантура Совета по изучению продуктивных сил Украины АНУ (1981).
В 1981—1992 годах работал младшим научным сотрудником Совета по изучению производительных сил НАН Украины; в системе Госстроя Украины и Монголии; ведущим научным сотрудником, руководителем Центра экономических исследований и прогнозирования Киевского национального университета строительства и архитектуры Минобразования Украины.
02.1992 — 01.1993 гг. — консультант, старший консультант Экономической службы Президента Украины. Координировал разработку инвестиционной политики.
01.1993 — 03.1995 гг. — заместитель министра охраны окружающей природной среды Украины. Возглавлял разработку и внедрение экономического механизма рационального природопользования и охраны окружающей природной среды, охрану и воспроизводство водных ресурсов и экосистем, финансовое обеспечение природно-заповедного фонда.
03.1995 — 09.1997 гг. — первый заместитель министра охраны окружающей среды и ядерной безопасности Украины. Организовал разработку и внедрение Основных направлений государственной политики Украины в отрасли охраны окружающей природной среды, использования природных ресурсов и
обеспечение экологической безопасности.
09.1997 — 08.1998 гг. — первый заместитель министра экономики Украины. Организовал разработку политики стимулирования инвестиционной деятельности на Украине, что позволило преодолеть спад и восстановить экономическое развитие.
08.1998 — 03.2000 гг. — министр охраны окружающей среды и ядерной безопасности Украины. Обеспечил государственное регулирование ядерной, радиационной и техногенно-экологической безопасности; ликвидации последствий Чернобыльской катастрофы; разработку и внедрение экологического аудита и некапіталомісткої модернизации производства; Национальной программы экологического оздоровления бассейна реки Днепр и улучшения качества питьевой воды; Государственной программы охраны Чёрного и Азовского морей и др. Возглавлял делегации Украины на форумах МАГАТЭ, ЕЭК ООН, Глобального экологического фонда, что способствовало росту поддержки Украины.
03.2000 — 12.2002 гг. — руководитель Аппарата Совета национальной безопасности и обороны Украины, директор Украинского института исследований окружающей среды и ресурсов при СНБО Украины. Организовывал подготовку материалов к заседаниям СНБО из важных вопросов, в том числе научно-технологической безопасности и инновационной политики, безопасности водных ресурсов и качества питьевой воды, глобальных изменений климата и национальной политики в этой сфере, обеспечение техногенно-экологической безопасности и др.
Возглавлял научную разработку проекта Концепции национальной безопасности Украины (новой редакции), которая была утверждена Верховной Радой Украины Законом «Об основах национальной безопасности Украины» и предусматривала курс на Европейскую интеграцию и вступление в НАТО. Инициировал создание Межведомственной комиссии по научно-технологической безопасности при СНБО Украины. Вместе с НАН Украины обеспечил разработку проекта Национальной доктрины инновационного развития и модернизации экономики Украины.
Обеспечил подготовку Национального доклада Украины о состоянии внедрения на национальном уровне «Повестки дня на XXI век», принял участие в составе государственной делегации Украины во Всемирном саммите по устойчивому развитию (Йоханнесбург, 2002 г.).
7.04.2000 года присвоен первый ранг государственного служащего.
12.2002 — 06.2003 гг. — министр экологии и природных ресурсов Украины. Глава делегации и руководитель Национального организационного комитета 5-й Пан-Европейской конференции министров «Окружающая среда для Европы» (г. Киев, 21-23 мая 2003 г.
Проводил активную международную деятельность. Обеспечивал подписания и ратификации Украиной Киотского протокола к Рамочной конвенции ООН об изменении климата, что принесло экономике Украины более 1 млрд долл. инвестиций.
От имени Украины подписал Конвенцию об охране и устойчивом развитии Карпат, ряд международных конвенций и протоколов, двусторонних межгосударственных соглашений со многими странами Европы.
06.2003 — 11.2003 г. — президент Фонда возрождения Днепра. Главная сфера деятельности — содействие реализации Национальной программы экологического оздоровления бассейна реки Днепр и улучшения качества питьевой воды.
11.2003 — 08.2006 гг. — руководитель Секретариата Председателя Верховной Рады Украины.
08.2006 — 02.2011 гг. — заместитель директора-заведующий отделом комплексных проблем государства Института законодательства Верховной Рады Украины. Обеспечивал разработку актуалитетов политики развития.
03.2011 — т/ч — Генеральный директор Центра исследований устойчивого развития; Президент Международного фонда Днепра.
03.2003 — т/ч — Председатель Украинского общества охраны природы — всеукраинской общественной организации, созданной в 1946 г.,
которая объединяет более 1 млн членов.
Член Научного совета по окружающей среды и устойчивого развития НАН Украины.
Председатель секции «Теория ноосферогенеза и гармоничного развития» и член бюро Научного совета по окружающей среды и устойчивого развития НАНУ. Действительный член Российской академии строительных наук и архитектуры.
Беспартийный.
Награждён Почётной Грамотой Верховной Рады Украины.
Автор более 200 научных трудов, в том числе более 30 монографий, книг и учебников по проблемам государства, политики развития, экономики, экологии, национальной и глобальной безопасности, в частности: «Макроэкономические проблемы устойчивого развития», «Энциклопедия водного хозяйства, природопользования, природопользования, устойчивого развития», «Основы инвестиционной деятельности», «Устойчивое развитие и экономика природопользования», «Ноосферогенез и гармоничное развитие», «Рио-де-Жанейро — Йоханнесбург: ростки ноосферогенеза и ответственность за будущее», «Экологический аудит», Экологическое управление", «Модернизация производства: системно-экологический подход», «Гармония жизненных сил Днепра» и др. Автор (пел.) многочисленных законопроектов, нормативно-правовых актов, концепций, доктрин, общегосударственных и нац. программ. Осуществлял наук. руководство подготовкой Основ национальной безопасности Украины", «Концепции устойчивого развития Украины», «Национальной доктрины инновационного развития и модернизации экономики Украины», "Национального доклада Украины о выполнении положений «Повестки дня на XXI век» к Вселенная. саммита по устойчивому развитию (Йоханнесбург, 2002), «Национального доклада Украины о гармонизации жизнедеятельности общества в окружающей природной среде» и другие.
Увлечения: международные шашки (мастер спорта, чемпион и призёр всесоюзных и республиканских соревнований).

## Семья
Отец Яков Андреевич (1917—†1979) — земледелец; мать Ольга Аксеновна (1926) — земледелец; жена Неженцева Оксана Вадимовна (1959) — к.эк.н.; дочь Юлия (1983) — магистр права.

## Перечень избранных публикаций
1. В. Я. Шевчук. Як покращити фінансування природоохоронних територій в умовах дефіциту державного бюджету. — К., 17 лютого 2015 р. — www.ukrpryroda.org.
2. В. Я. Шевчук. Як перейти до енергоефективного розвитку України. — К., 20 березня 2015 р. — www.ukrpryroda.org.
3. В. Я. Шевчук. Політика енергоефективного розвитку і зміни клімату. Монографія / В. Я. Шевчук, Н. Р. Малишева, Т. Т. Ковальчук, І.Г.Манцуров та ін. // За ред. В. Я. Шевчука. — К.: ЦП «Компринт», 2014. — 218 с.
4. В. Я. Шевчук. Як наблизити Коаліційну угоду до Європейських зразків. — К., 5 листопада 2014 р. — www.ukrpryroda.org.
5. В. Я. Шевчук. Війна на Донбасі — це друга після Чорнобиля військово-техногенна катастрофа. — К., 30 жовтня 2014 р. — www.ukrpryroda.org.
6. В. Я. Шевчук. Проявляється наша власна національна ідея — воля! — К., 14 серпня 2014 р. — www.ukrpryroda.org.
7. В. Я. Шевчук. Довести, що Україна як держава — відбулася! / Виступ на науково-практичній конференції «Україна сьогодні: виклики для економіки та державності», Київський національний університет ім. Тараса Шевченка, 26 червня 2014 р. — www.ukrpryroda.org.
8. В. Я. Шевчук. Природа визначила напрямок розвитку України / Виступ на Міжнародній конференції у м. Києві в Національному науково-природничому музеї, 15 квітня 2014 р. — www.ukrpryroda.org.
9. В. Я. Шевчук. Якою ми бачимо діяльність нового Уряду в екологічній сфері? — К., 25 лютого 2014 р., www.ukrpryroda.org.
10. В. Я. Шевчук. Як модернізувати промисловість України. — К., 3 липня 2014 р., www.ukrpryroda.org.
11. В. Я. Шевчук. Моніторинг довкілля — засіб від екологічної сліпоти. — К., 28 лютого 2013 р. — www.ukrpryroda.org.
12. В. Я. Шевчук. Еко-актуалітети політики розвитку. — К., 8 листопада 2012 р. — www.ukrpryroda.org.
13. В. Я. Шевчук. Проблеми видобутку сланцевого газу в Україні: еколого-економічні аспекти. — К., 17 жовня 2012 р. — www.ukrpryroda.org.
14. В. Я. Шевчук. Ноосферні засади нової політики розвитку: до 150-річчя В.І.Вернадського. — К., 12 березня 2012 р. — www.ukrpryroda.org.
15. В. Я. Шевчук. Економічні та соціогуманітарні проблеми державотворення // Проблеми законодавчого забезпечення пріоритетних сфер суспільних відносин. — К.: Інститут законодавства Верховної Ради України, 2010, 471 с. — С. 233—407.
16. В. Я. Шевчук. Актуалітети політики розвитку / Т. Т. Ковальчук, В. К. Черняк, В. Я. Шевчук — К., 2009. — 326 с.
17. В. Я. Шевчук. Економіко-правові проблеми державотворення в Україні (науково-експертні доповіді) / О. Л. Копиленко, Т. Т. Ковальчук, В. Я. Шевчук та ін. — К.: Ін-т законодавства Верховної Ради України, 2009. — 236 с.
18. В. Я. Шевчук. Реструктуризація промисловості в умовах інвестиційно-інноваційного розвитку економіки: Монографія / О. А. Кириченко, М. П. Денисенко, А. П. Гречан, В. Я. Шевчук та ін. — К.: ТОВ «Дорадо-друк», 2009. — 719 с.
19. В. Я. Шевчук. Актуальні проблеми економічної та соціальної політики в Україні // Ковальчук Т. Т., Черняк В. К., Шевчук В. Я. та ін. — К.: Парламентське видавництво, 2008. — 355 с.
20. В. Я. Шевчук. Менеджмент зовнішньоекономічної діяльності: Підручник / О. А. Кириченко, В. Я. Шевчук, А. А. Мазаракі та ін. — 2-ге вид., перероб. і доп. — К.: Знання, 2008. — 518 с.
21. В. Я. Шевчук. Актуальні проблеми державотворення на фундаменті ідеології сталого розвитку // Законодавча діяльність в Україні: стан, пріоритети, шляхи вдосконалення. — К.: Інститут законодавства Верховної Ради України, Вид-во «Фенікс», 2007, 736 с. — С. 7-54.
22. В. Я. Шевчук. Макроекономічні проблеми сталого розвитку: Монографія. — К.: Геопринт, 2006. — 200 с.
23. В. Я. Шевчук. Національна екологічна політика України: оцінка і стратегія розвитку / В. Я. Шевчук, Ю. М. Щербак, В. П. Кухар та ін. // За ред. В. Я. Шевчука. — К.: ПРООН Україна, 2007. — 184 с.
24. В. Я. Шевчук. Енциклопедія водного господарства, природокористування, природовідтворення, сталого розвитку / А. В. Яцик, В. Я. Шевчук. — К.: Ґенеза, 2006. — 1000 с.
25. В. Я. Шевчук. Глобальні зміни клімату: економіко-правові механізми імплементації Кіотського протоколу в Україні / В. Я. Шевчук та ін. // За ред. В. Я. Шевчука. — К.: Геопринт, 2005. — 150 с.
26. В. Я. Шевчук. Екологічне управління: Підручник / В. Я. Шевчук, Ю. М. Саталкін, Г. О.Білявський та ін. — К.: Либідь, 2004. — 432 с.
27. В. Я. Шевчук. Сталий розвиток і економіка природовідтворення: Монографія / В. Г. Сахаєв, В. Я. Шевчук. — К.: Геопринт, 2004. — 214 с.
28. Національна доповідь про гармонізацію життєдіяльності суспільства у навколишньому природному середовищі / В. Я. Шевчук, Ю. М. Саталкін та ін. — К.: Новий друк, 2003. — 125 с.
29. В. Я. Шевчук. Ноосферогенез і гармонійний розвиток / В. Я. Шевчук, Г. О.Білявський та ін. // За ред. В. Я. Шевчука. — К.: Геопринт, 2002. — 127 с.
30. В. Я. Шевчук. Ріо-де-Жанейро — Йоганнесбург: паростки ноосферогенезу і відповідальність за майбутнє / В. Я. Шевчук, Г. О.Білявський, Ю. М. Саталкін та ін. // За ред. В. Я. Шевчука. — К.: Геопринт, 2002. — 118 с.
31. В. Я. Шевчук. Порядок денний на XXI століття: національний шлях до гармонійного розвитку / В.Шевчук, Ю.Саталкін та ін. // За ред. В. Я. Шевчука. — К.: «Літсофт», 2002.
32. В. Я. Шевчук. Гармонія життєвих сил Дніпра: еколого-духовні нариси (Переднє слово Б.Є.Патона) / В. Я. Шевчук, Ю. М. Саталкін, Г. О.Білявський та ін. // За ред. В. Я. Шевчука. — К.: Геопринт, 2002. — 155 с.
33. В. Я. Шевчук. Основи професійного навчання з екологічної політики і управління: навчально-методичний посібник / В. Я. Шевчук, Г. О.Білявський, Ю. М. Саталкін та ін. — К.: Геопринт, 2002. — 78 с.
34. В. Я. Шевчук. Екологізація енергетики: Навч. посібник / В. Я. Шевчук, Г. О.Білявський та ін. — К.: Вища освіта, 2002. — 111 с.
35. В. Я. Шевчук. Проблеми і стратегія виконання Україною Рамкової конвенції ООН про зміну клімату / В. Я. Шевчук та ін. // За ред. В. Я. Шевчука. — К.: УІНСіР, 2001. — 96 с.
36. Шевчук В. Я., Чеботько К. О., Разгуляєв В. М. Біотехнологія одержання органо-мінеральних добрив із вторинної сировини. — К.: «Фенікс», 2001. — 204 с.
37. В. Я. Шевчук. Екологічне підприємництво: Навчальний посібник / В. Я. Шевчук, Ю. М. Саталкін, В. М. Навроцький та ін. — К.: Мета, 2001. — 191 с.
38. В. Я. Шевчук. Екологічне оздоровлення Дніпра / В.Шевчук, О.Мазуркевич та ін. — К.: 2001. — 267 с.
39. В. Я. Шевчук. Довідник з питань економіки та фінансування природокористування і природоохоронної діяльності / В. Я. Шевчук, М. О. Пилипчук та ін. — К.: Геопринт, 2000. — 412 с., 52,5 д.а. (17,0 д.а. авт.).
40. В. Я. Шевчук. Екологічний аудит: Підручник / В. Я. Шевчук, Ю. М. Саталкін, В. М. Навроцький. — К.: Вища школа, 2000. — 344 с.
41. Національна доповідь про стан навколишнього природного середовища України в 1997 році.// За ред. В. Я. Шевчука. — К.: Типографія «Столиця», 1999.-132 с.
42. Національна доповідь про стан навколишнього природного середовища України в 1998 році. // За ред. В. Я. Шевчука. — К: Видання Українського транспортного університету, 1999. — 171 с.
43. В. Я. Шевчук. Основи інвестиційної діяльності / В. Я. Шевчук, П. С. Рогожин. — К.: Ґенеза, 1997. — 384 с., 35,0 д.а. (17,5 д.а. авт.).
44. В. Я. Шевчук. Модернізація виробництва: системно-екологічний підхід: Посібник з екологічного менеджменту. — К.: Символ-Т, 1997. — 245 с.,12,0 д.а. (6,0 д.а. авт.).
45. В. Я. Шевчук. Екологічний аудит: Посібник з екологічного менеджменту і екологічного аудиту. — К.: Символ-Т, 1997. — 219 с., 10,0 д.а. (5,0 д.а. авт.).
46. В. Я. Шевчук. Україна: проблеми сталого розвитку (Наукова доповідь). — К.: РВПС України НАН України, 1997. — 149 с., 8,0 д.а.
47. В. Я. Шевчук. Немає другого Дніпра… — К.: Вища школа, 1997. — 112 с., 14,53 д.а. (3,0 д.а. авт.).
48. В. Я. Шевчук. Економіка і екологія водних ресурсів Дніпра: Посібник. — К.: Вища школа, 1996.- 208 с., 11,4 д.а. (7,0 д. а. авт.)
49. В. Я. Шевчук. Економіка і організація охорони навколишнього середовища: Підручник / В. Г. Сахаєв, В. Я. Шевчук. — К.: Вища школа, 1995. — 272 с., 15,48 д.а. (7,74 д.а. авт.).
50. В. Я. Шевчук. Украина: экономика и окружающая среда. — Женева: ЕЭК ООН, 1993. — 30 с.
51. В. Я. Шевчук. Умови ефективного інвестування в будівництві: Монографія — К.: Будівельник, 1991, 8,0 д. а.
52. В. Я. Шевчук. Повышение эффективности труда в строительстве. / В. Г. Федоренко, В. Я. Шевчук — К.: Будівельник, 1988, 8,0 д.а. (2.0 д.а. авт.)
53. Кадастр-классификатор строительного минерального сырья Украинской ССР. — К.: Наукова думка, 1979, 124,0 д.а. (6,2 д.а. авт.).
54. Preserving the Dnipro river: harmony, history and rehabilitation. — IDRC (Ottawa, Cairo, Dakar, Montevideo, Nairobi, New Delhi, Singapore), 2005. — 116 c.